# Vaughan Gething

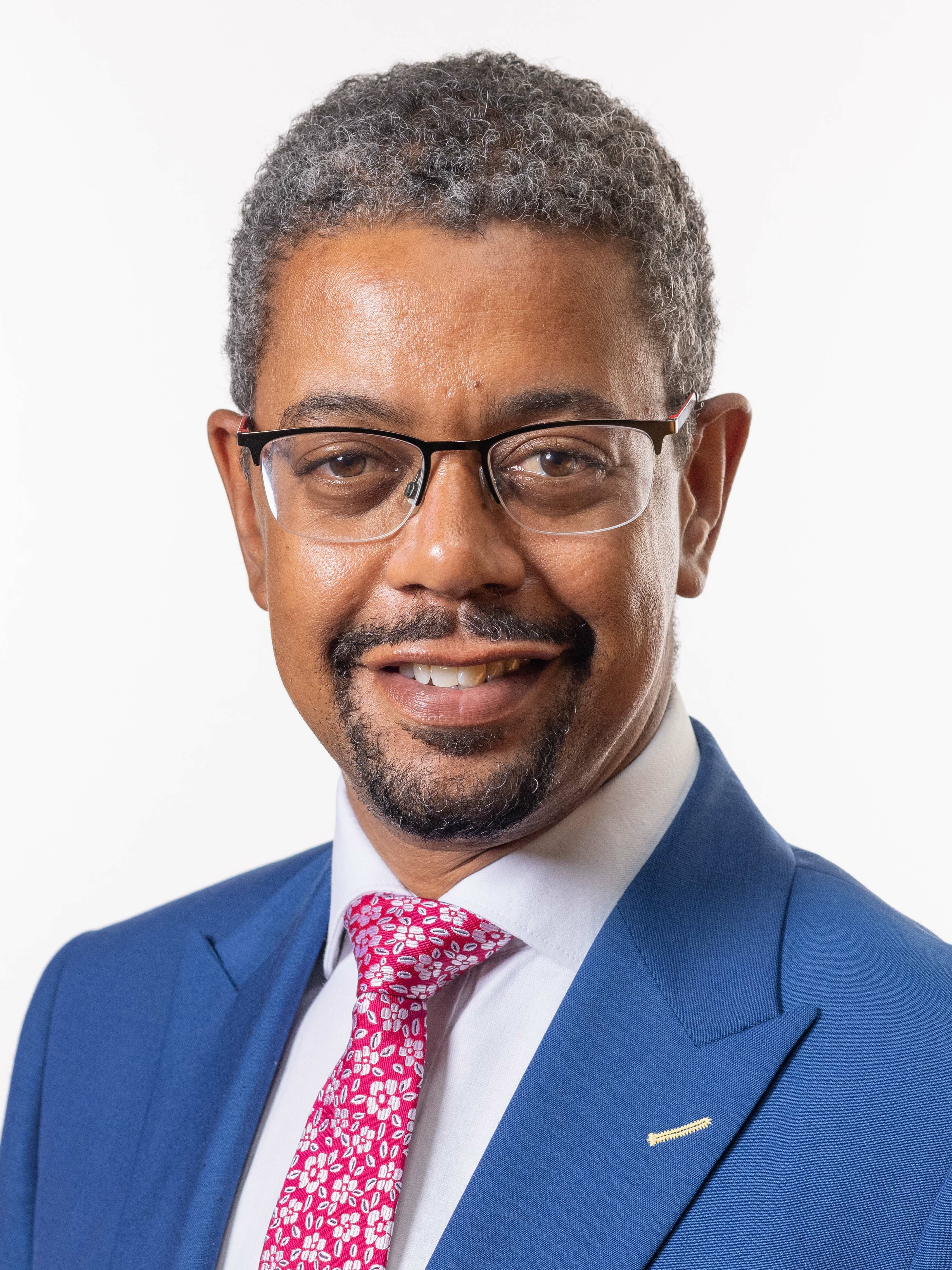
Vaughan Gething (2021)

Vaughan Gething (* 15. März 1974 in Lusaka, Sambia) ist ein walisischer Politiker (Labour und Co-operative). Er war von März 2024 bis August 2024 First Minister von Wales und bis Juli 2024 Vorsitzender von Welsh Labour. Zuvor war er ab 2016 Minister für Gesundheit und Soziales. Seit 2011 ist er Mitglied des walisischen Parlaments (Senedd).

## Kindheit und Jugend, Studium
Gething wurde 1974 in Sambia geboren. Sein Vater, ein Tierarzt, der aus Wales (Ogmore-by-Sea) ausgewandert war, lernte dort Gethings Mutter kennen, eine Sambierin. Gething beschreibt seinen Vater als „einen weißen walisischen Wirtschaftsmigranten“. Als er zwei Jahre alt war, zog er mit der Familie nach Monmouthshire, Wales. Zur Familie gehörten noch drei Brüder und eine Schwester. Schließlich fand der Vater in Dorset in England Arbeit. Dort wuchs Gething auf.
Er besuchte die Beaminster School in Beaminster, Dorset. Daran schloss sich ein Jura-Studium an der Universität Aberystwyth an, das Gething 1999 erfolgreich abschloss, es folgte ein weiteres Studium an der Cardiff Law School. Gething wurde zum Vorsitzenden der Aberystwyth University Guild of Students gewählt, danach wurde er der erste schwarze Vorsitzende der National Union of Students Wales.

## Berufliche Laufbahn
Nachdem er 2001 eine Ausbildung als Solicitor in Cardiff bei der mit Gewerkschaftsangelegenheiten befassten Kanzlei Thompsons abgeschlossen hatte, entschied sich Gething für die Spezialisierung auf Arbeitsrecht. 2007 wurde er Teilhaber der Kanzlei.
2008 wurde Gething im Alter von 34 Jahren der bisher jüngste und erste farbige Vorsitzende des walisischen Gewerkschaftsverbands Wales TUC, der etwa 400.000 Gewerkschaftsmitglieder vertritt.

## Politische Laufbahn
Gething trat der Labour Party im Alter von 17 Jahren bei, er half beim Wahlkampf für die Unterhauswahl 1992 mit. Von 2004 bis 2008 vertrat er den Stimmbezirk von Butetown im Stadtrat von Cardiff, er wurde mit einem Vorsprung von zwei Stimmen gewählt.
Gething wurde 2011 für den Wahlkreis Cardiff South and Penarth für die Wahl zum Senedd, dem Regionalparlament für Wales, aufgestellt. Lorraine Barrett, die den Wahlkreis seit dessen Einrichtung 1999 vertreten hatte, hatte angekündigt, dass sie bei der Wahl 2011 nicht mehr antreten wollte. Bei der Regionalwahl 2011 am 5. Mai 2011 gelang es Gething, den Anteil der Stimmen für Labour um 12,5 % zu steigern. Gething erzielte 13.814 Stimmen, das waren mehr als 50 % der gültigen Stimmen; das Ergebnis bedeutete einen Vorsprung von 6.259 vor dem Ergebnis des Kandidaten der Konservativen Ben Gray, der auf den zweiten Platz kam. Bei der nächsten Wahl zur Regionalversammlung 2016 steigerte Gething den Stimmanteil von Labour noch einmal.
Nach der Wahl von 2016 wurde Gething zum Minister für Gesundheit, Wohlbefinden und Sport ernannt. Anlässlich einer Kabinettsumbildung im November 2017 wurde Gething Minister für Gesundheit und Soziales.
Gething bewarb sich neben Eluned Morgan und Mark Drakeford bei der Wahl zum Vorsitzenden der Labour Partei von Wales 2018, es gewann jedoch der damalige Finanzminister Mark Drakeford. Gething blieb Minister im Kabinett Drakeford I und II und bewarb sich 2024, nachdem Drakeford seinen Rücktritt erklärte, erneut um den Vorsitz der Partei und damit auch um das Amt des Ersten Ministers. Am 16. März 2024 konnte er sich knapp mit 51,7 Prozent der Stimmen gegen seinen einzigen Konkurrenten, Bildungsminister Jeremy Miles, durchsetzen. Am 20. März 2024 wurde er vom Senedd mit 27 von 51 Stimmen zum First Minister von Wales gewählt und bildete anschließend das Kabinett Gething. Er geriet allerdings kurz nach Amtsantritt wegen einer Spende eines Unternehmers in die Kritik, der wegen Umweltverstößen verurteilt worden war. Auch die Entlassung einer Ministerin führte zu Kontroversen. Anfang Juni 2024 verlor Gething eine nichtbindende Vertrauensabstimmung im Regionalparlament. Am 6. August 2024 trat er schließlich vom Amt des First Ministers zurück; ihm folgte Eluned Morgan nach.

## Privates, Mitgliedschaften
Gething und seine Frau Michelle leben in Penarth. Er selbst ist Mitglied der Gewerkschaften GMB, UNISON und Unite the Union.